# 惠济桥 (平遥)
37°12′33″N 112°11′19″E / 37.20917°N 112.18861°E
惠济桥位于中国山西省晋中市平遥县古陶镇东城村，下东门外约300米处的惠济河上，是一座九墩联孔的石拱桥，2004年6月10日被列为山西省文物保护单位，2013年5月被列为第七批全国重点文物保护单位。
惠济桥始建于清康熙十年（1671年），桥身由石砌，全长80米，桥面稍呈弧形，宽7.4米。